# آگیلی‌سور
آگیلی‌سور (نام علمی: Agilisaurus) نام یک گونه از راسته پرنده‌کفلان است.